# Stanley Crouch
Stanley Crouch (* 14. Dezember 1945 in Los Angeles; † 16. September 2020 in New York City) war ein US-amerikanischer Jazzmusiker (Schlagzeug), Schriftsteller und Publizist.

## Leben und Wirken
Crouch begann seine Karriere als Musiker bei dem Pianisten Raymond King 1966 und arbeitete ab 1967 in der Formation The Quartet, der zeitweilig David Murray und James Newton angehörten. 1974 schrieb Crouch die Ellington Suite und betätigte sich von 1969 bis 1975 als Dozent für Dramen-, Literatur- und Jazz-Geschichte am Claremont College. Ab 1975 lebte er in New York und betätigte sich danach als Schriftsteller; bereits 1970 veröffentlichte er einen Gedichtband. Außerdem vertrat Crouch als einflussreicher Jazzkritiker eine nach gegenwärtigem Verständnis vergleichsweise enge Auffassung von Jazz – nur was im Swing wurzele, sei Jazz –, mit der er die Aufführungspraxis von Wynton Marsalis bei Jazz at Lincoln Center rechtfertigte. Er hat außerdem Liner Notes für unzählige Jazzalben verfasst und sich auch als Produzent betätigt, so 1985 für Joe Hendersons Album The State of the Tenor – Live at the Village Vanguard. 2009 wurde Crouch in die American Academy of Arts and Sciences gewählt.

## Diskographische Hinweise
- Wadada Leo Smith & The New Delta Ahkri: Wildflowers 2 (1976)
- David Murray: David Murray & Low-Class Conspiracy: Vol. 1 / Penthouse Jazz (Circle Records, 1977) mit Murray, Crouch, Fred Hopkins, Lawrence Butch Morris, Don Pullen
- Wynton Marsalis: The Majesty of the Blues (Sprecher)
- Wynton Marsalis: A Fiddler’s Tale (1999) (Sprecher)

## Bibliographie

### Sachbücher
- Considering Genius: Writings on Jazz
- The Artificial White Man: Essays on Authenticity
- Kansas City Lightning: The Life and Times of Young Charlie Parker
- The All-American Skin Game, or, The Decoy of Race: The Long and the Short of It, 1990–1994
- Notes of a Hanging Judge: Essays and Reviews, 1979–1989
- Reconsidering the Souls of Black Folk with Playthell G. Benjamin
- Always in Pursuit: Fresh American Perspectives
- In Defence of Taboos
- Kansas City Lightning: The Rise and Times of Charlie Parker (2013)

### Prosa/Lyrik
- Don’t the Moon Look Lonesome: A Novel in Blues and Swing 2000
- Ain’t no ambulances for no nigguhs tonight 1972